# Моральний кодекс будівника комунізму
Моральний кодекс будівника комунізму — сукупність основних принципів комуністичної моралі, які увійшли до тексту Третьої Програми КПРС, прийнятої XXII з'їздом 1961 року.
Кодекс складався із дванадцяти пунктів, які призначалися членам КПРС та комсомолу. Програма широко популяризувалася в СРСР.

## Текст «Морального кодексу будівника комунізму»
1. Відданість справі комунізму, любов до соціалістичної Батьківщини, до країн соціалізму.
2. Сумлінна праця на благо суспільства — хто не працює, той не їсть
3. Піклування кожного про збереження й примноження суспільного надбання.
4. Високе розуміння суспільного обов'язку, нетерпимість до порушення суспільних інтересів.
5. Колективізм і товариська взаємодопомога, кожен за всіх, всі за одного.
6. Гуманні відносини і взаємна повага між людьми. Людина людині друг, товариш і брат
7. Чесність і правдивість, моральна чистота, простота й скромність у суспільному й особистому житті.
8. Взаємоповага в родині, піклування про виховання дітей.
9. Непримиренність до несправедливості, дармоїдства, нечесності, кар'єризму, користолюбства.
10. Дружба й братерство всіх народів СРСР, нетерпимість до національного й расового неприйняття.
11. Непримиренність до ворогів комунізму, справи миру й свободи народів.
12. Братерська солідарність з робітниками всіх країн, з усіма народами.